# Slatan Sharmer
Slatan Sharmer (v izvirniku angleško Gilderoy Lockhart) je izmišljena oseba iz serije fantazijskih romanov o Harryju Potterju britanske pisateljice J. K. Rowling.
Je znan pisatelj, avtor mnogih knjig o svojih junaških podvigih. V Harryjevem drugem letniku na Bradavičarki poučuje obrambo pred mračnimi silami, kjer pa se izkaže, da o čaranju ne ve prav veliko.
K slavi mu pripomore predvsem to, da je zelo lep in je že nekajkrat prejel nagrado čarovniškega časopisa za najlepši nasmešek. Je tudi zelo zagledan sam vase in med časom svojega poučevanja je svoj kabinet opremil z ducati slik samega sebe.
Kasneje se tudi izkaže, da je vse svoje knjige zasnoval na podvigih drugih čarovnikov in čarovnic, katerim je nato izbrisal spomin.

## Zgodba
Med svojo prvo uro v razred spusti trop škrateljcev, ki povzročijo pravo razdejanje. Na koncu zadolži Harryja, Rona in Hermiono, da jih polovijo.
Ko bazilisk ugrabi Ginny, se Sharmer skuša izogniti nevarnosti tako, da z Ronovo zlomljeno palico izbriše Harryjev in Ronov spomin, vendar se urok odbije vanj in mu izbriše spomin. Odpeljejo ga v Čarovniško bolnišnico Svetega Munga, kjer mu skušajo povrniti spomin. V Harryjevem petem letniku ga tam glavni junaki zopet srečajo, ko v bolnišnici obiskujejo Arthurja Weasleyja.